# Dean Amadon
Dean Arthur Amadon (Milwaukee, 5 de junho de 1912 – Tenafly, 12 de janeiro de 2003) foi um ornitólogo norte-americano que era especialista em aves de rapina.
Amadon nasceu em Milwaukee, Wisconsin, filho de Arthur e Mary Amadon. Ele se formou pela Hobart College em 1934 e ganhou o título de Ph.D. da Universidade de Cornell, em 1947. Em 1937, ele se juntou ao Museu Americano de História Natural, em Nova Iorque e foi presidente do Departamento de Ornitologia de lá de 1957 até 1973. Em 1942, se casou com Octavia Gardella e teve duas filhas: Susan Avis e Emily Yvonne.